# Sinigrine
Sinigrine is een glucosinolaat (mosterdglycoside) dat in kruisbloemige planten voorkomt, zoals zwarte mosterd en mierik. De bittere smaak van spruitjes wordt veroorzaakt door sinigrine en progoitrine. Bij beschadiging van de plantencel wordt sinigrine door het enzym myrosinase, dat in een ander deel van de cel is opgeslagen, omgezet in allylisothiocyanaat onder afsplitsing van glucose. Het allylisothiocyanaat is verantwoordelijk voor de scherpe smaak en de karakteristieke geur van spruitjes. Deze stof wordt ook als allylmosterdolie therapeutisch toegepast, maar is niet stabiel omdat het in een waterige oplossing wordt afgebroken.
In tegenstelling tot 4-hydroxybenzylisothiocyanaat, dat uit sinalbine gevormd wordt, heeft allylisothiocyanaat een duidelijk hogere dampdruk waardoor ook in de farynx en de neus een scherpte waargenomen wordt.
Bepaalde luizen, zoals de melige koolluis, worden aangezet tot zuigen door de sinigrine in de plant. De koolvliegen worden door de sinigrine aangetrokken.